# 1806年逝世人物列表
下面是1806年逝世的知名人士列表。
1806年逝世人物列表：1月 - 2月 - 3月 - 4月 - 5月 - 6月 - 7月 - 8月 - 9月 - 10月 - 11月 - 12月

## 1月

### 5日
- 亞歷山大，布蘭登堡-安斯巴赫藩侯

### 6日
- 約翰·海因里希·裡森納，德國櫥櫃製造商

### 8日
- 馬格達萊娜·達瓦洛斯·瑪律多納多，厄瓜多學者、社交名流

### 12日
- 曼努埃爾·阿巴德·拉謝拉，西班牙主教

### 13日
- 喬治·洛倫茲·鮑爾，德國路德宗神學家
- 弗里德里希·阿德里安·馮·博克，普魯士中將，第30步兵團團長
- 弗朗茨·斯波恩，法國陸軍第36步兵團下士

### 15日
- 夏洛特·伊莉莎白·佐貝爾，海爾布隆商人的女兒，被討論為克萊斯特的 Käthchen von Heilbronn 的模特

### 16日
- 尼古拉斯·勒布朗，法國醫生、化學家和製造商

### 17日
- 弗朗茨·馮·韋內克，奧地利陸軍元帥中尉

### 21日
- 弗裡德里希·奧古斯特·韋伯，德國作曲家、醫生和作家

### 23日
- 小威廉·皮特，英國首相[1]

### 26日
- 理查·羅，美國律師和政治家
- 让-约瑟夫·穆尼耶，法國大革命期間的政治家
- 約翰·克裡斯托夫·弗里德里希·舒爾茨，德國新教神學家
- 克利斯蒂安·威廉·韋斯特霍夫，德國作曲家

### 28日
- 弗朗茨·古斯曼（Franz Güssmann），奧地利耶穌會士和物理學家
- 康拉德·丹尼爾·舒馬赫，德國路德宗神職人員，總監督

### 30日
- 恩斯特·路德維希·威廉·馮·達切羅登，德國公務員
- 克利斯蒂安·弗裡德里希·昆特，德國醫生和作家

### 31日
- 戈特利布·伊格納茲·馮·埃茲多夫，德國作家和公務員

## 2月

### 1日
- 查理斯-尼古拉斯·法瓦特，法國演員和作家

### 2日
- 雷蒂夫·德拉布勒東，法國作家
- 約翰·伯德，美國律師和政治家
- 丹尼爾·羅傑斯，美國政治家

### 3日
- 尼古拉斯·埃德梅·雷斯蒂夫·德拉布列塔尼，法國小說家

### 5日
- 蒙特松侯爵夫人夏洛特-珍妮·貝羅·德·拉·海耶·德·里歐，法國貴族和作家

### 6日
- 皮埃爾-法蘭索瓦·比奈梅，法國主教和博物學家
- 阿比爾·福斯特，美國政治家

### 7日
- 斐迪南德·弗裡德里希·約阿希姆·馮·埃爾斯納，普魯士少將
- 克利斯蒂安·海因里希·格羅斯庫爾德，德國教育家和作家

### 8日
- 弗裡德里希·維克多·勒佈雷希特·普萊辛，德國哲學家和大學講師

### 11日
- 維森特·馬丁·索萊爾，西班牙作曲家

### 12日
- 安德列亞斯·斯圖茨，奧地利地質學家和礦物學家
- 弗朗茨·約瑟夫·馮·聞布朗-斯圖帕赫，奧地利外交官

### 13日
- 薩繆爾·安布羅齊，匈牙利路德宗神學家
- 彼得·約瑟夫·內倫，德國律師和大學講師

### 14日
- 讓·道伯瓦爾，法國舞蹈家和編舞家

### 15日
- 卡爾·路德維希·博吉斯拉夫·馮·格策，普魯士皇家中將，第19步兵團團長，溫德馬克世襲領主

### 16日
- 法蘭茨·馮·魏羅瑟，奧地利將軍

### 18日
- 布里吉達·班蒂，義大利歌劇演唱家

### 19日
- 伊莉莎白·卡特，英國作家[2]

### 20日
- 拉克蘭·麥金托什，蘇格蘭出生的美國軍事和政治領袖
- 克利斯蒂安·卡爾·坎恩，萊比錫高等法院和法學院參議員和陪審員，萊比錫副市長

### 23日
- 托馬索·喬爾達尼，義大利作曲家

### 24日
- 讓-法蘭索瓦·科林·德哈勒維爾，法國詩人和劇作家
- 卡爾·弗里德里希·哈格曼，德國雕塑家

### 25日
- 海因里希·克利斯蒂安·博伊，德國作家和編輯

### 26日
- 湯瑪斯·亞歷山大·杜馬斯，法國將軍

### 27日
- 漢斯·雅各·納格利，瑞士牧師、作曲家和合唱團指揮

## 3月

### 1日
- 哈伊姆·約瑟夫·大衛·阿祖萊，猶太學者、卡巴拉學家和書目學家
- 卡爾·海因里希·馮·帕岑斯基和坦欽，皇家普魯士少將，最後是胸甲騎兵第1團的指揮官

### 4日
- 喬治·奧古斯特·斯潘根伯格，德國法律學者和大學講師

### 5日
- 喬治·本傑明·馮·阿諾德，德國地區和司法委員會

### 7日
- 恩斯特·卡爾·路德維希·伊森堡·馮布里，德國作家

### 9日
- 卡爾·弗里德里希·馮·克魯斯，拿騷-烏辛根法院分庭和政府院長

### 10日
- 弗朗茨·德·保拉·卡爾·馮·科洛雷多，奧地利內閣和會議部長
- 漢斯·雷瑪律·馮·克萊斯特，普魯士少將
- 弗朗索瓦·鄧尼斯·特隆謝，法國律師；路易十六的捍衛者

### 11日
- Shearjashub 伯恩，美國政治家
- 弗里德里希·博吉斯瓦夫·馮·普特卡默，普魯士莊園主和斯托爾普區的長期地區行政長官

### 13日
- 詹姆斯·麥克萊恩，美國政治家
- 約翰·弗里德里希·沃爾夫，德國醫生、植物學家和昆蟲學家

### 14日
- 約翰·古斯塔夫·弗里德里希·馮·恩格爾佈雷希滕，瑞典波美拉尼亞總理維斯馬法庭的德國法官

### 15日
- 卡爾·弗里德里希·貝克爾，德國歷史學家

### 16日
- 裘莉安·帕普里茨，德國歌手，柏林歌唱學院聯合創始人和樂譜抄寫員
- 約翰·克萊門斯·托德，德裔丹麥醫生、大學講師和作家
- 約翰·弗里德里希·特倫特波爾，德國路德宗神職人員和植物學家

### 17日
- 弗里德里希·克利斯蒂安·帕爾達穆斯，德國改革宗神學家和神職人員

### 18日
- 阿道夫·弗裡德里希·德恩斯，德國律師和漢薩同盟城市呂貝克市議會秘書

### 19日
- 詹姆斯·傑克遜，美國政治家

### 20日
- 莎樂美亞·德茲納，波蘭女演員、歌手和戲劇導演

### 21日
- 科西莫·亞歷山德羅·科里尼，義大利自然歷史學家和伏爾泰的秘書

### 23日
- 喬治·平托，英國作曲家

### 24日
- 雅各·弗裡德曼·馮·韋爾瑟恩，德國貴族

### 26日
- 揚·阿洛伊斯·漢克，摩拉維亞啟蒙思想家、歷史學家、作家和人文主義者

### 30日
- 德文郡公爵夫人乔治亚娜·卡文迪什，英國貴族，社交名流，政治召集人，時尚偶像，作家和活動家

### 日期不詳
- 弗朗西斯·沃克，美國政治家
- 喬治·威廉·威廉·威廉，德國管風琴製造商

## 4月

### 2日
- 维尔纳·马克斯，科隆總牧師
- 卡爾·海因里希·塞布特，德國教育家和天主教神學家

### 4日
- 卡洛·戈齊，威尼斯劇作家
- 約瑟夫·普拉澤，奧地利建築師和裝飾畫家

### 6日
- 弗朗茨·安東·馮·布蘭克，奧地利公務員

### 8日
- 羅伯特·巴克，愛爾蘭畫家
- 海因里希·朱利葉斯·亞歷山大·馮·卡爾布，德語專業，法語服務

### 9日
- 威廉五世，荷蘭共和國末代總督
- 約翰·以法蓮·克利斯蒂安·恩斯特·馮·歐文，普魯士少將和希維德尼察的最後一位指揮官
- 威廉·海因里希·馮·克萊斯特，普魯士上校
- 約翰·恩斯特·舒爾茨，德國新教神學家

### 10日
- 霍雷肖·蓋茨，英國軍人

### 12日
- 路易-亞歷山大·德·塞薩爾，法國土木工程師
- 約翰·戈特弗裡德·哈斯，德國新教神學家和東方學家

### 13日
- 讓-雅克·巴切利埃（Jean-Jacques Bachelier），法國畫家
- 菲力浦·多寧格，奧地利管風琴製造商

### 18日
- 喬納斯·傑特萊斯，猶太醫生

### 21日
- 漢斯·梅塞利（Hans Messerli），瑞士建築大師

### 22日
- 皮埃爾-夏爾·維倫紐夫，法國海軍上將（被刺傷）

### 24日
- 約翰·戈特利布·斯蒂格，德國律師，科沃布熱格市長

### 26日
- 瓦茨拉夫·伯納德·安布羅齊，波西米亞歷史畫家

### 27日
- 阿瑪莉·馮·加利津，浪漫“天主教的聯合創始人

### 30日
- 小野川喜三郎，相撲選手和第五橫綱

## 5月

### 1日
- 卡爾·坎納比奇，德國作曲家

### 3日
- 克裡斯托夫·薩克斯，歷史學家，烏得勒支大學教授

### 6日
- 猶大·撒迪厄斯·西格斯特，德國本篤會住持

### 7日
- 海因里希·威廉·馮·胡特，丹麥將軍和政治家

### 8日
- 罗伯特·莫里斯，英裔美國商人，美國開國元勳之一

### 9日
- 埃勒·克裡斯托弗·馮·阿勒費爾特，法國蘇瓦松主教團的首席文官和修道院院長
- 卡爾·菲力浦·馮·安哈爾特，普魯士少將
- 克利斯蒂安·維克多·金德瓦特，德國總督察

### 12日
- Giambattista Gallicciolli，威尼斯歷史學家、語言學家、希臘學者和猶太教徒

### 13日
- 安東尼烏斯·伊格內修斯·馮·杜爾菲爾德，皇家帝國顧問
- 撒母耳·米庫，羅馬尼亞哲學家、神學家、歷史學家、羅曼語語言學家、語法學家、詞典編纂家和翻譯家
- 溫澤爾·阿洛伊斯·斯圖茨，德國醫生

### 15日
- 詹姆斯·沃森，美國政治家

### 19日
- Petrus Domenicus Rosius à Porta，瑞士改革宗神職人員和教會歷史學家

### 21日
- 瑪麗亞·安東妮亞，那不勒斯-西西裡島公主，西班牙公主
- 路德維希·馮·布倫

### 24日
- 第五代阿盖尔公爵约翰·坎贝尔，英國陸軍元帥

### 31日
- 烏爾班·布魯恩·阿斯科夫，丹麥醫生
- 第一代馬戛爾尼伯爵喬治·馬戛爾尼，英國政治家、殖民地官員和外交官
- 梅拉斯的邁克爾，奧地利將軍

### 日期不詳
- 老約翰·喬丹·克里滕登，美國政治家

## 6月

### 3日
- 克利斯蒂安·威廉·阿勒斯，德國作家和詩人
- 哈特維格·路德維希·克利斯蒂安·巴克邁斯特，德國歷史學家、地理學家、語言學家和書目學家

### 5日
- 加布里埃爾·法蘭索瓦·多恩，法國畫家

### 6日
- 菲力浦·海因里希·海勒曼，德國建築大師

### 8日
- 約翰·拉羅什（Johann La Roche），奧地利演員
- 喬治·威斯，美國政治家和律師

### 12日
- 恩斯特·約翰·西吉斯蒙德·馮·博延，普魯士騎兵將軍
- 尤金尼奧斯·沃加裡斯，希臘僧侶、神學家、哲學家和作家

### 15日
- 奧托·赫爾曼·馮·德·霍文，庫爾蘭政治家

### 16日
- 約翰·威廉·杜普拉特，漢諾威中將和製圖師

### 17日
- 亨利·霍蘭德，英國建築師
- 約瑟夫·塞克雷特·帕斯卡-瓦隆格，法國準將先驅者

### 20日
- 彼得·安東·穆斯布魯格，奧地利洛可哥泥水匠

### 21日
- 薩克森的法蘭茲·薩維爾，薩克森和波蘭親王
- 約翰·伊格納茲·希弗米勒，奧地利作家和動物學家

### 23日
- 马蒂兰·雅克·布里松，法國動物學家
- 阿道夫·弗裡德里希·哈珀，德國風景畫家

### 28日
- 約翰·弗里德里希·路德維希·西弗斯，德國管風琴家和作曲家

### 30日
- 查理斯·狄金森，美國律師，著名決鬥者（在安德魯·傑克遜決鬥中被殺）

## 7月

### 1日
- 約阿希姆·馮·施瓦茨科普夫，為漢諾威選民服務的德國律師、歷史學家和外交官

### 4日
- 卡爾·恩斯特·馮·多布舒茨，德國地主、造假者、國家罪犯
- 查理斯·亨利·桑森，巴黎和凡爾賽的劊子手，法國大革命的劊子手

### 6日
- 弗里德里希·威廉·馮·倫格菲爾德，普魯士中將兼廣告監察長
- 丹尼爾·莫里，美國政治家

### 7日
- 以撒·丹尼爾·伊齊格，普魯士宮廷建築師和猶太企業家

### 10日
- 喬治·斯塔布斯，英國畫家

### 11日
- 詹姆斯·史密斯，美國《獨立宣言》簽署人

### 16日
- 約翰·戈特弗里德·阿諾德，德國大提琴家
- 讓·路易士·德洛爾姆，瑞士法律學者
- 卡特里諾·馬佐拉，義大利劇作家和詩人

### 17日
- 理查·沙利文，英國政治家

### 22日
- 拉圖爾的馬克西米利安·貝萊特，奧地利將軍
- 約翰·威廉姆斯，美國政治家

### 23日
- 約翰·瓦倫丁·海姆斯，德國神父和美因茨教區輔理主教

### 25日
- 尤斯圖斯·阿內曼，德國醫學和外科醫生教授
- 弗里德里希·古斯塔夫·阿維留斯，愛沙尼亞民間啟蒙者、作家和詩人

### 26日
- 約翰·戈特弗里德·阿諾德，德國大提琴家和作曲家
- 卡羅琳·馮·岡德羅德，浪漫主義時期的德國作家

### 日期不詳
- 罗伯特·格雷，美國航海家和探險家

## 8月

### 1日
- 文森佐·盧納迪，義大利航空先驅

### 2日
- 約翰·海因里希·文森特·諾爾廷，漢堡哲學教授
- 卡爾·弗里德里希·威廉·辛肯，沃爾芬比特爾和布倫瑞克的德國律師和司法官員

### 3日
- 蜜雪兒·阿丹森，法國植物學家

### 4日
- 約翰·戈特弗裡德·哈格邁斯特，德國演員、詩人、公關人員和教師

### 6日
- 約翰·魯道夫·謝倫伯格，瑞士畫家、蝕刻師、插畫家、植物學家和昆蟲學家

### 8日
- 魯道夫·戈特利布·馮·迪赫恩，普魯士少將

### 10日
- 米歇尔·海顿，奧地利作曲家
- 克利斯蒂安·卡爾克布倫納，德國合唱指揮和作曲家

### 17日
- 約翰·鄧尼斯，美國政治家
- 海因里希·梅特，德國園丁

### 18日
- 約翰·奧古斯特·阿倫斯，德國建築師、景觀設計師、建築官員

### 20日
- 卡爾·路德維希，安哈爾特-伯恩堡-紹姆堡-霍伊姆親王，荷蘭將軍

### 21日
- 弗朗茨·約瑟夫·菲舍爾，Premonstratensian，方丈
- 弗朗茨·海因里希·齊根哈根，德國商人和社會烏托邦主義者

### 22日
- 让-奥诺雷·弗拉戈纳尔，法國畫家
- 康拉德·昆塞爾，瑞典博物學家

### 23日
- 夏尔·库仑，法國物理學家
- 約翰·埃萊亞扎爾·蔡西格，德國畫家和製圖員

### 26日
- 約翰·菲力浦·帕爾姆，德國書商

### 28日
- 卡爾·丹尼爾·羅伊施，德國物理學家和圖書館員

### 29日
- 蘇珊娜·波爾（Susanne Bohl），歌德時代的德國詩人
- 斯威伯特·伯克哈德·希韋雷克，植物學家

## 9月

### 1日
- 愛德華·奈恩，英國配鏡師、儀器製造商和橡皮擦的發現者

### 2日
- 利奧波德·阿洛伊斯·霍夫曼，奧地利記者和劇作家

### 3日
- 查理斯·佩蒂特，美國政治家

### 4日
- 約翰·邁克爾·馮·赫伯特，奧地利企業家（奧地利）
- 威廉·戈特利布·科恩，德國書商和出版商

### 6日
- 約翰·威廉·克利斯蒂安·布呂爾，德國醫生和大學講師

### 7日
- 希羅尼穆斯·馮·布魯克納，普魯士少將兼第9龍騎兵團團長

### 9日
- 威廉·派特森，美國政治家，最高法院大法官

### 10日
- 约翰·克里斯托弗·阿德隆，近代德國學者
- 約翰·安東·萊塞維茨，德國作家、律師和作家

### 13日
- 查爾斯·詹姆士·福克斯，英國政治家
- 大衛·溫，美國政治家和法官

### 19日
- 弗朗茨·撒母耳·卡佩，哲學家和大學講師

### 21日
- 約翰·魯道夫·霍爾扎爾布，瑞士雕刻師、蝕刻師、製圖員、出版商和法警
- 安布羅斯·斯蒂爾林，瑞士本篤會修道士、修道院禮拜堂大師、作曲家和管風琴家

### 23日
- 普拉西德斯·斯普倫格（Placidus Sprenger），德國本篤會修道士和歷史學家

### 27日
- 沃爾夫岡·赫裡伯特·馮·達爾伯格，德國公務員，曼海姆國家劇院藝術總監

### 28日
- 薩克森-哥達-阿爾滕堡的奧古斯都，王子和贊助人

### 30日
- 第一代克萊蒙伯爵威廉·福特斯庫，愛爾蘭政治家

## 10月

### 5日
- 約瑟夫·德·赫默里，法國公務員

### 9日
- 本杰明·班内克，美國天文學家、測量師
- 亞伯拉罕·雅各·范·因比澤·范·巴滕堡，荷蘭伯比斯和埃塞奎博總督
- 弗里德里希·奧古斯特·布蘭德，奧地利風景和歷史畫家

### 10日
- 亨利·富凱，法國醫生，百科全書學家
- 特蕾莎·康科迪亞·馬龍，德國畫家
- 耶利米亞斯·雅各·歐柏林，法國學者和語言學家
- 路易·斐迪南亲王，普魯士的斐迪南親王和他的妻子勃蘭登堡-施韋特的安娜·伊莉莎白·路易絲的兒子
- 弗朗茨·約瑟夫·施沃伊，摩拉維亞地形學家和檔案管理員

### 13日
- 約翰·克利斯蒂安·彼得森，德國新教神學家

### 14日
- 讓-路易·德比利，法國炮兵和步兵准將
- 約瑟夫·希戈內特，法國步兵上校
- 查理斯·安托萬·胡達爾·德拉莫特，法國步兵上校

### 15日
- 保羅·約瑟夫·巴特斯，法國醫生

### 16日
- 克利斯蒂安·路德維希·塞巴斯，德國哲學家

### 17日
- 让-雅克·德萨林，海地革命領導人，被視為海地開國元勳。獨立後建立海地第一帝國，稱帝，稱賈克一世。
- 弗朗茨·賽德曼，德國音樂家和作曲家

### 18日
- 海因里希·戈特弗裡德·恩格爾佈雷希特，普魯士上校
- 弗里德里希·威廉·卡爾·馮·施梅陶，德國軍官，最近擔任皇家普魯士中將以及地形學家和製圖師

### 19日
- 斯坦尼斯瓦夫·扎瓦茲基，波蘭建築師和軍官

### 22日
- 湯瑪斯喜來登，傢俱設計師

### 23日
- 蒂莫西·德克斯特，美國商人

### 25日
- 亨利·诺克斯，喬治·華盛頓時期的戰爭部長
- 本杰明·班内克，美國科學家

### 26日
- 約翰·格雷夫斯·錫姆科，上加拿大第一副州長

### 27日
- 赫爾維格·伯恩哈德·賈普，德國律師和大學講師

### 28日
- 夏洛特·特納·史密斯，英國作家、詩人和翻譯家

### 29日
- 卡爾·弗里德里希·戈特利布·馮·施拉登，普魯士中將，第41步兵團團長

### 30日
- 弗里德里希·加布里埃爾·雷塞維茨，教育家和教育政治家

### 31日
- 蘇菲·梅羅（Sophie Mereau），德國浪漫主義作家

## 11月

### 1日
- 約翰·戈特弗里德·克萊奇克，普魯士戰地教務長
- 克利斯蒂安·海因里希·馮·奎佐夫，普魯士少將兼胸甲騎兵第6團團長
- 路德維希·佐辛格，德國神職人員、作曲家和管風琴家

### 3日
- 何塞·克拉維霍·法哈多，西班牙記者和作家
- 卡爾·戈特洛布·萊辛，Langensalza的德國總監

### 5日
- 喬治·梅爾基奧爾·克勞斯，德國畫家、教育家和企業家
- 弗朗茨·諾沃特尼，羅馬尼亞-德國教堂音樂家和作曲家

### 6日
- 戈特利布·尼古拉斯·斯托爾特福斯，呂貝克城堡教堂的福音派路德教牧師

### 7日
- 埃伯哈德·格奧爾格·馮·格明根，Rappenau的土地擁有者，在匈牙利擁有租賃權

### 9日
- 恩斯特·奧古斯特·馮·溫辛格羅德，普魯士皇家中將兼衛隊司令

### 10日
- 克利斯蒂安·路德維希·豪特，德國建築大師
- 卡尔·威廉·斐迪南，普魯士陸軍元帥
- 莎阿南二世，印度大亨

### 11日
- 弗拉·迪亞沃洛，義大利公路工人和抵抗戰士
- 弗里德里希·克利斯蒂安·阿諾德·馮·榮肯，黑森州將軍兼戰爭部長
- 約瑟夫·戈特利布·科勒特，德國植物學家和自然歷史教授，卡爾斯魯厄宮廷花園主任

### 12日
- 約翰·萊昂哈德·卡利森，德國新教神學家，荷爾斯泰因總督
- 奧古斯特申克，德國法官，達姆施塔特高等上訴法院院長

### 18日
- 克洛德·尼古拉·勒杜，法國建築師

### 23日
- 羅傑·紐迪蓋特，英國政治家

### 30日
- 莫里茨·巴爾塔薩·博爾克豪森，德國科學家
- 科隆的詹姆斯，普魯士步兵將軍，Oberkriegskolleg 第3部門主任

### 日期不詳
- 約翰·格奧爾格·布赫瓦爾德，德國瓷器藝術家

## 12月

### 1日
- 約翰·奧古斯特·烏爾斯伯格，德國神學家和傳教士（虔誠派）

### 2日
- 弗朗茨·克魯特，德國本篤會神職人員和歷史學家

### 9日
- 法蘭茲，薩克森-科堡-薩爾費爾德公爵
- 約瑟夫·格奧爾格·霍爾，奧地利律師，維也納市長

### 10日
- 克裡斯托夫·納特，德國細密畫家、水彩畫家和蝕刻師

### 14日
- 约翰·布雷肯里奇，美國政治家

### 15日
- 亞諾斯·福諾維奇，耶穌會教師

### 17日
- 湯瑪斯·比奇（Thomas Beach），英國肖像畫家
- 西格蒙德·馮·格明根，奧地利軍事裝甲師和瑪麗亞·特蕾莎騎士勳章

### 19日
- 克利斯蒂安·洛爾，美國政治家

### 20日
- 彼得·彼得羅維奇·多爾戈魯科夫，俄羅斯將軍和外交官

### 21日
- 阿德里安-路易·德·邦尼埃，法國大使

### 22日
- 威廉·弗農，美國商人

### 24日
- 斐迪南·卡爾，奧地利-埃斯特大公
- 卡爾·阿爾佈雷希特·弗里德里希·馮·勞默，普魯士軍官，最後一位中將

### 26日
- 路易·卡羅吉斯·卡蒙特勒，法國劇作家

### 29日
- 第三代里士滿公爵查理斯·倫諾克斯，英國貴族

## 日期不詳
- 蒙戈·帕克，蘇格蘭探險家
- 約翰·亞伯拉罕·費舍爾	英國小提琴演奏家、指揮家和作曲家
- 彼得羅·巴德利諾	義大利畫家
- 約瑟夫·比林斯	英國航海家和水文學家
- 路易吉·博爾吉	義大利小提琴家，前古典時期的作曲家
- 托馬斯·佈雷德伍德	英國教育家
- 朱利葉斯·恩斯特·馮·布根哈根	普魯士商會會長兼國務大臣
- 科勒比	被英國人俘虜的原住民長老
- 約翰·彼得·康斯坦斯	舞者、機器和啞劇大師
- 北川歌太郎	日本藝術家
- 馬丁·蘭佩	伊曼紐爾·康德的德國僕人
- 安德列亞斯·莫澤（Andreas Moser）	德國作家和教育家
- 蒙戈公園	英國非洲探險家
- 西蒙·珀澤爾	園丁
- 伊格納茨·馮·普雷德爾	巴伐利亞公務員和業餘藝術家
- 櫻田治介一世	日本歌舞伎作家
- 理查·斯普裡格	美國律師和政治家
- 約翰·雅各·斯托克瑪律	黑森-達姆施塔特路易九世的宮廷畫家，達姆施塔特中校和城市指揮官
- 馬蒂亞斯·斯圖普夫	瑞士畫家和雕刻家
- 約翰·馬丁·威爾	德國雕刻師、藝術家、出版商和編輯